# 1821年瓦拉几亚起义
1821年瓦拉几亚起义（羅馬尼亞語：Revoluția de la 1821，“1821年革命”）是1821年2月至8月发生于瓦拉几亚的起义。起义最初由本地的保守派波雅尔贵族支持，目标是推翻瓦拉几亚的法那尔希腊人政权，但波雅尔到起义后期亦成为起义者的反抗对象。起义军的主力是瓦拉几亚当地的潘杜尔卫兵，领导者是图多尔·弗拉迪米雷斯库。瓦拉几亚当时是奥斯曼帝国的藩属国，而此次起义虽然不以推翻奥斯曼帝国宗主权为目标，但却在客观上催生了罗马尼亚民族主义的抬头。1821年起义被罗马尼亚史学界视为罗马尼亚民族觉醒的开端事件。
自18世纪起，奥斯曼帝国一直通过法那尔希腊人统治瓦拉几亚和摩尔达维亚，而当地本就存在严重的税收及财政问题，再加上19世纪初第七次俄土战争后，俄国积极支持东欧革命者，法那尔政权遭到严重挑战。起义的领导者弗拉迪米雷斯库在俄土战争期间是罗马尼亚人志愿军将领，1814年起开始谋划反对法那尔政权的正式起义。1821年2月，弗拉迪米雷斯库在奥尔特尼亚的帕代什召开人民大会，发表《帕代什宣言》正式发动起义。
除了普通民众和潘杜尔卫兵外，弗拉迪米雷斯库的起义军自起义伊始便得到了阿尔巴尼亚兵和塞尔维亚前革命者的支持，并且和希腊独立运动组织友谊社及希腊独立战争领袖亚历山大·伊普斯兰提斯有所合作。3月，弗拉迪米雷斯库和伊普斯兰提斯的起义联军攻占瓦拉几亚首都布加勒斯特。然而在此之后，起义者两派的矛盾迅速激化，不少阿尔巴尼亚兵转投伊普斯兰提斯。4月，奥斯曼军队进入瓦拉几亚，弗拉迪米雷斯库的军队撤退至奥尔特尼亚，却和伊普斯兰提斯的军队展开公开交战。6月7日，弗拉迪米雷斯库被友谊社的希腊独立分子杀害。起义者余部继续抵抗至8月，最终被奥斯曼军全数剿灭。
起义本身并没能彻底推翻瓦拉几亚的旧有政权，但奥斯曼帝国苏丹在起义后的1822年决定封本地的波雅尔贵族格里戈雷·吉卡为瓦拉几亚大公，结束了法那尔政权的统治。